# Петър Парчевич (стадион, Раковски)
Стадион „Петър Парчевич“ е клубният стадион на ФК „Секирово“, Раковски.
Намира се в град Раковски, кв. Секирово, на входа от кв. Парчевич до Неделния стоков пазар.

## История
През 1954 г. в село Секирово се създава първото физкултурно дружество, с което започват да се провеждат организирани футболни мачове.. Първите мачове са играни в центъра на селото, където е очертавано футболно игрище с неопределени размери. За врати са използвани камъни или колове до един метър. Понякога там са организирани и мачове с отбори от съседни села.
По-късно е очертано игрище на равно място в местността „Фирмите“ с нормални размери и врати. Георги Лесов (Дишов) е ръководител на футболния и баскетболния отбор и е състезател. След 1955 г. отборът на селото започва да участва в районите групи, а срещите се играят на това игрище.
През 1958 г. започва изграждане на нов стадион, завършен през следващата година. Около стадиона са изградени диги, трапове и писти за други спортове, волейболно и баскетболно игрище. Стадионът е на площ от 26 781 кв. м със сграда за физкултурни нужди - две съблекални и стая за съдии - с разгъната площ от 140 кв. м и други спомагателни сгради - за поддръжка на стадиона. Стадионът е официално открит през лятото на 1959 г. с капацитет от 1500 места и името „Малчика“. Поради оборудването на съблекалните с топла вода, дълги години те са използвани и за селска баня от населението.
Отборът на Секирово играе от 1955 до 1975 г., след което престава да съществува до неговото въстановяване през 1991 г. под името футболен клуб „Секирово“. Тогава стадионът става негов клубен стадион и започва да носи името на епископ Петър Парчевич.
Административната сграда на стадиона е основно ремонтирана през 2012 г.